# Kurt Seligmann
Kurt Seligmann (Basilea, 20 luglio 1900 – New York, 2 gennaio 1962) è stato un pittore svizzero.

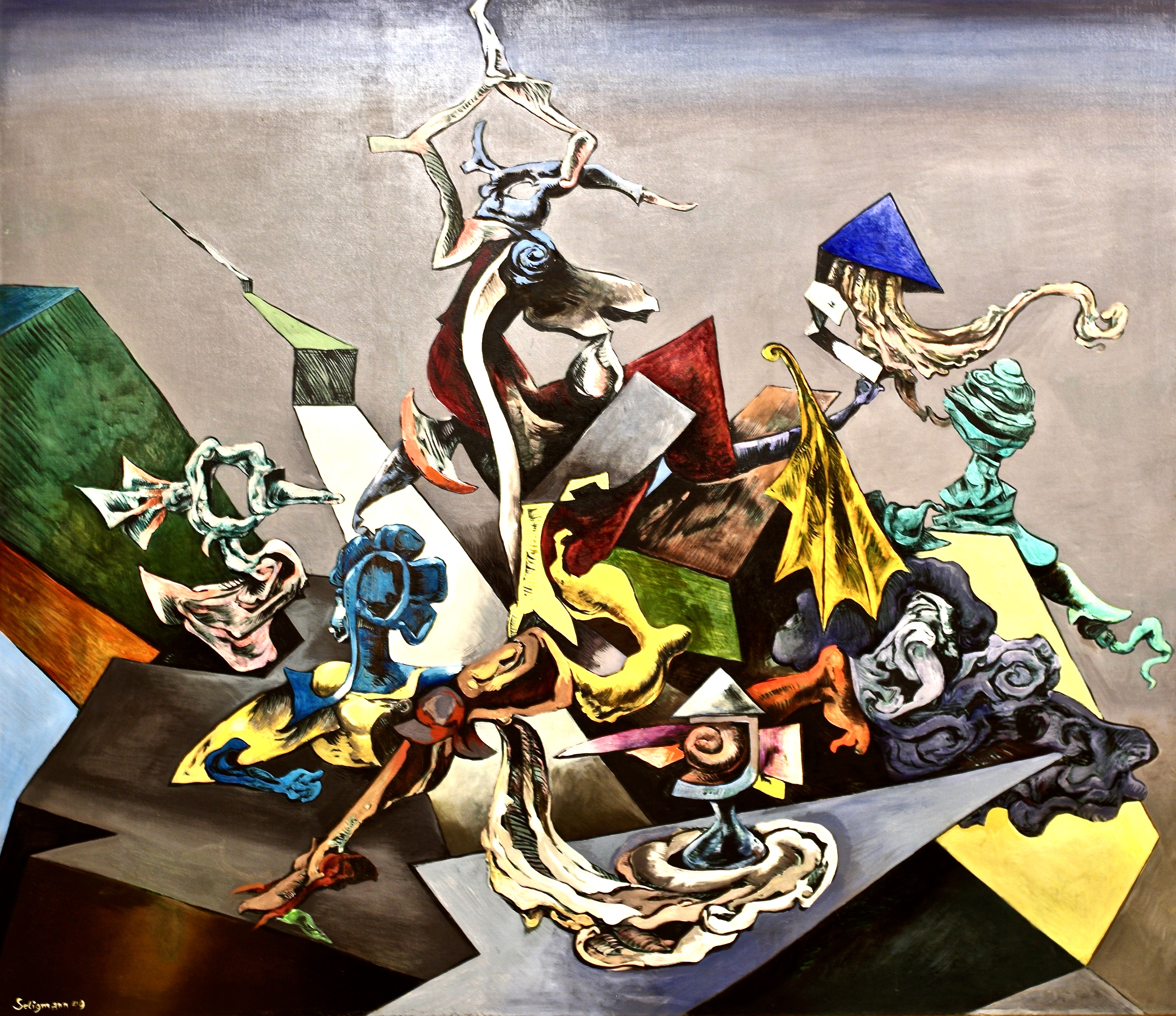
Magnetic mountains, 1949

Fu un pittore e incisore svizzero-americano, appartenente alla corrente surrealista. Viene ricordato per le sue rappresentazioni di trovatori medievali e di cavalieri in macabri rituali, ispirati spesso dal carnevale che si teneva nella sua città natale Basilea, Svizzera.

## Vita e carriera
Nato a Basilea nel 1900, era figlio di un proprietario di un negozio di mobili, Gustav Seligmann e di sua moglie Helene Guggenheim, una parente di Peggy Guggenheim. La sua famiglia, di origine ebraica, non era favorevole alle aspirazioni artistiche di Seligmann, ma col tempo cedettero. Dopo aver studiato alla scuola di belle arti a Ginevra e aver speso qualche anno lavorando col padre a Basilea, Seligmann si trasferì a Parigi, dove si riunì con amici di Ginevra, come lo scultore Alberto Giacometti e il critico di arte Pierre Courthion. Durante questo periodo conobbe inoltre Ivy Langton. Grazie a Giacometti conobbe Hans Arp e Jean Hélion, che ammirando i suoi dipinti biomorfici, con elementi spesso inquietanti, lo invitò ad entrare nel loro gruppo Abstraction-Création.
Intorno alla metà degli anni '30 i suoi lavori iniziarono a prendere una piega barocca, animando le sue rampanti figure con festoni di nastri e drappeggi. Intorno al 1935 Seligmann conobbe e si sposò con Arlette Paraf, nipote del fondatore della Galleria Wildenstein. Insieme viaggiarono a lungo, prima nel loro viaggio, della durata di un anno, per la loro luna di miele, dove fecero il giro del mondo, poi nel 1938 in Nord America e nella Columbia Britannica, dove esplorarono l'arte etnografica americana. Nel 1937, Seligmann fu accettato come parte del gruppo surrealista parigino da André Breton, che collezionò i suoi dipinti e lo incluse nelle esibizioni surrealiste.
Allo scoppio della Seconda Guerra Mondiale nel settembre del 1939, Seligmann arrivò a New York per un'esibizione delle sue opere alla Galleria Karl Nierendorf. Una volta lì però, con i surrealisti presi di mira dai nazisti, iniziò ad aiutare coloro che erano in Francia e a portarli in salvo. La corrispondenza che mantenne in quel periodo è preservata nella collezione alla Biblioteca di Libri Rari di Beinicke all'Università Yale.
L'arte di Seligmann continuò ad evolversi, per poi raggiungere la maturità artistica intorno agli anni '40 negli Stati Uniti. All'inizio del 1940, lui ed Arlette vivevano nel complesso Beaux Arts in Manhattan, nella quarantesima strada. In seguito però acquistarono una fattoria a nord della città, nella frazione di Sugar Loaf. Seligmann fece conoscenza di molti artisti e storici dell'arte americani, come Meyer Schapiro. Con Schapiro come autore, nel 1944, produsse un'edizione limitata di sei incisioni rappresentanti il mito di Edipo. Nel 1948 venne pubblicato il suo libro "Storia della Magia". Dopo la guerra, le sue opere cominciarono ad essere largamente esibite e acquistate da musei sia americani che europei.

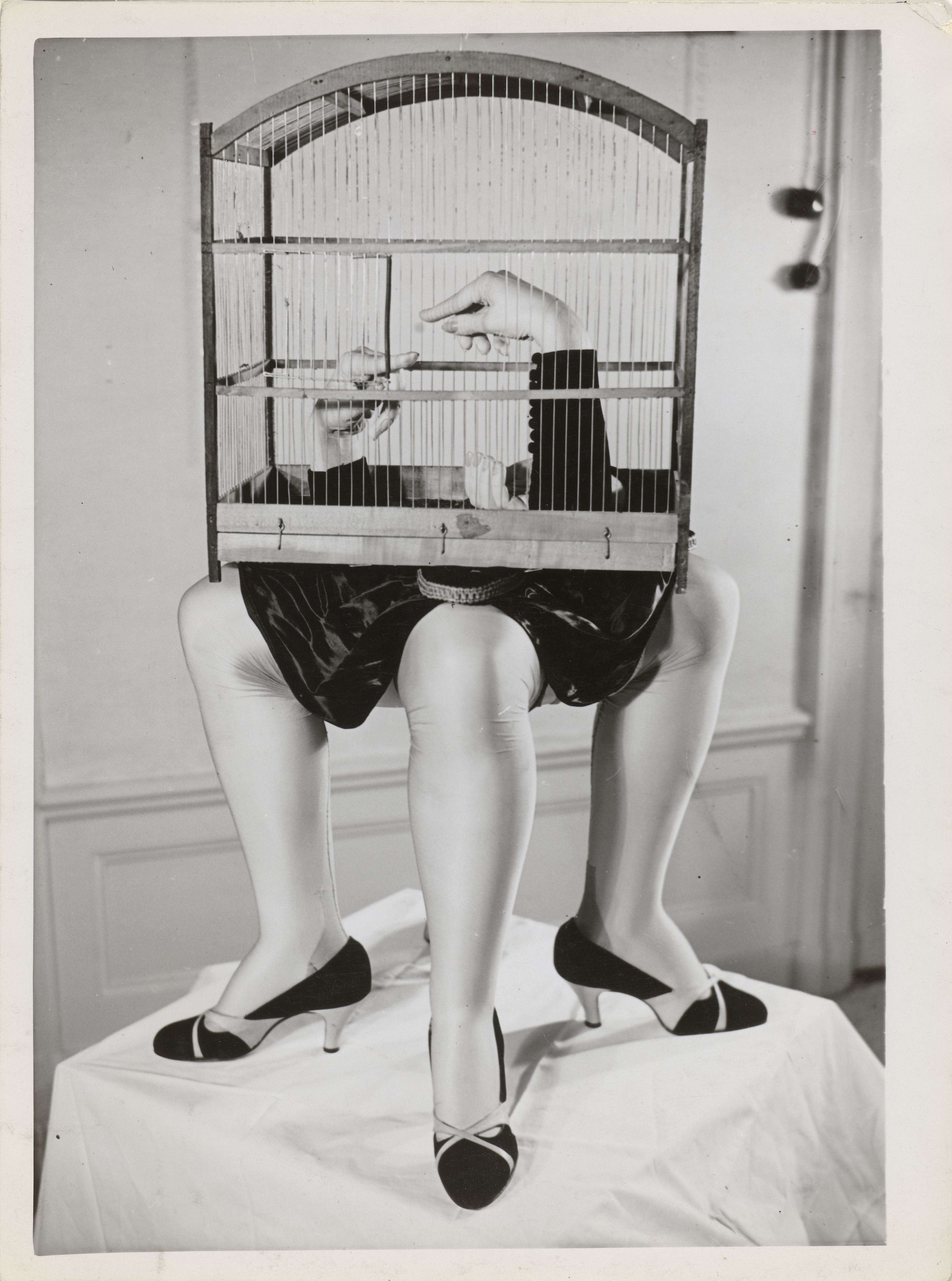
L'ultrameuble/Ultra Furniture (con gabbia), 1938

Seligmann insegnò in diversi college a New York, tra cui il Brooklyn College, dove insegnò fino al 1958. Il forte clima di cambiamento e innovazione che scuoteva la scena artistica newyorkese, tra cui lo sviluppo della corrente dell'Espressionismo Astratto, rese i suoi lavori passati, appartenenti ad un precedente periodo storico. A causa di una malattia, rinunciò al suo appartamento a Manhattan e si trasferì nella sua fattoria, dove morì nel gennaio del 1962, forse suicida, da una ferita d'arma da fuoco.
Poco dopo la sua morte, sempre nel 1962, la vedova Arlette Seligmann, lasciò in eredità l'intero patrimonio di Seligmann  all'Orange Country Citizens Foundation, un'associazione privata senza scopo di lucro che si dedicava alla preservazione della Contea di Orange (New York).